# 岡島橋
岡島橋（おかじまばし）は、岐阜県揖斐郡揖斐川町の揖斐川に架かる国道417号の橋である。
約200m上流には西濃用水の岡島頭首工（前島橋）がある。1941年（昭和16年）に架設された橋は老朽化が進んで補修を繰り返しており、幅員が狭く大型車のすれ違いが困難で大型車の交互通行に伴う渋滞も発生していた。また、取付道路の歩道が未整備だったが、交通量も多く危険な状態となっていたため、2007年（平成19年）度から道路改築事業（社会資本整備総合交付金）で約20m上流に新しい橋を架け替えて前後の取付道路の整備も行われ、2012年（平成24年）8月22日に供用開始された。
なお、1885年（明治18年）に架けられた当時は「榮久橋」という名称で、揖斐川上流で最初に架けられた橋だったが、郡費で架け替えられた際に岡島橋に改名されている。

## 概要

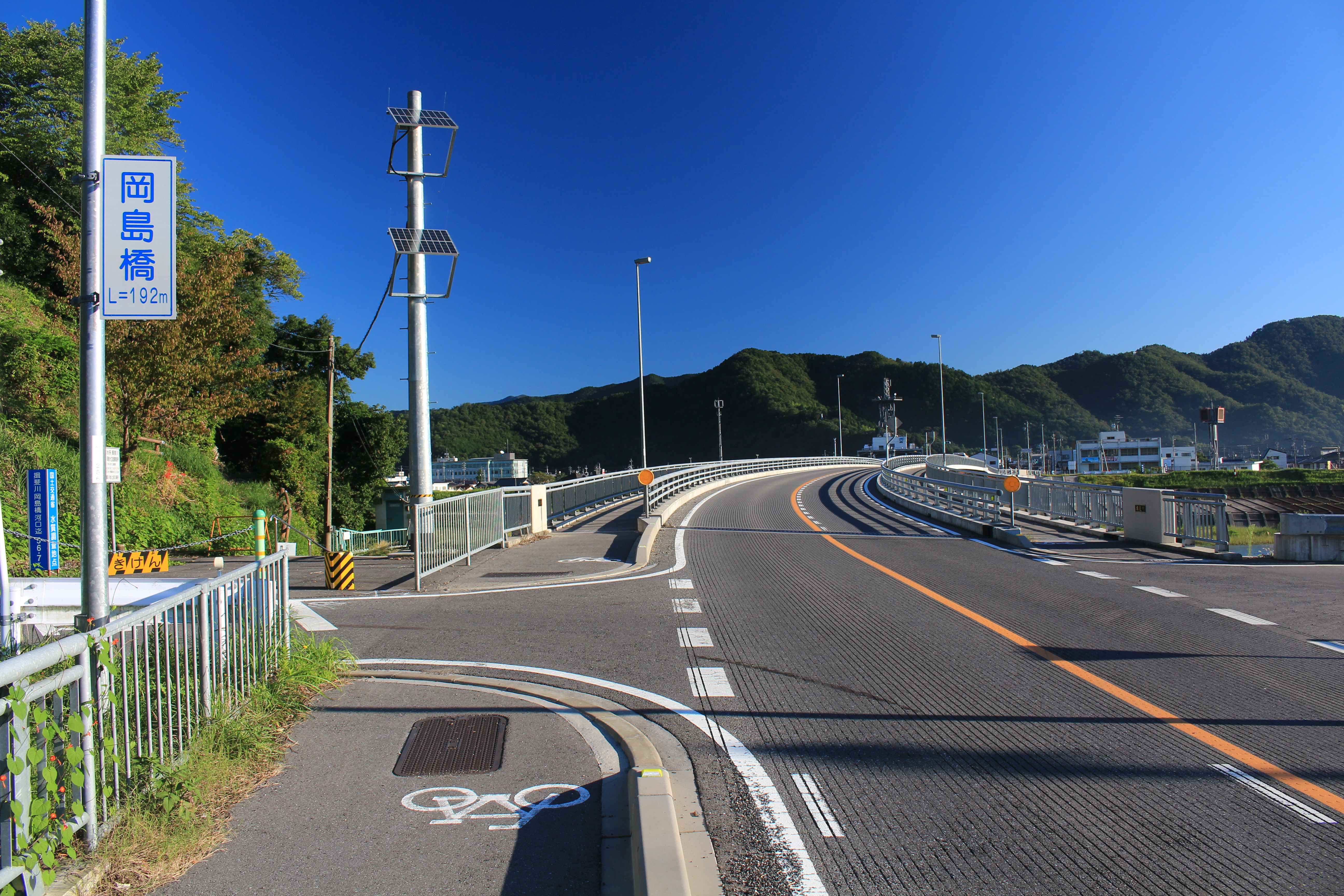
右岸から望む岡島橋、片側1車線の車道の両側に歩道が配置されている（2015年9月）

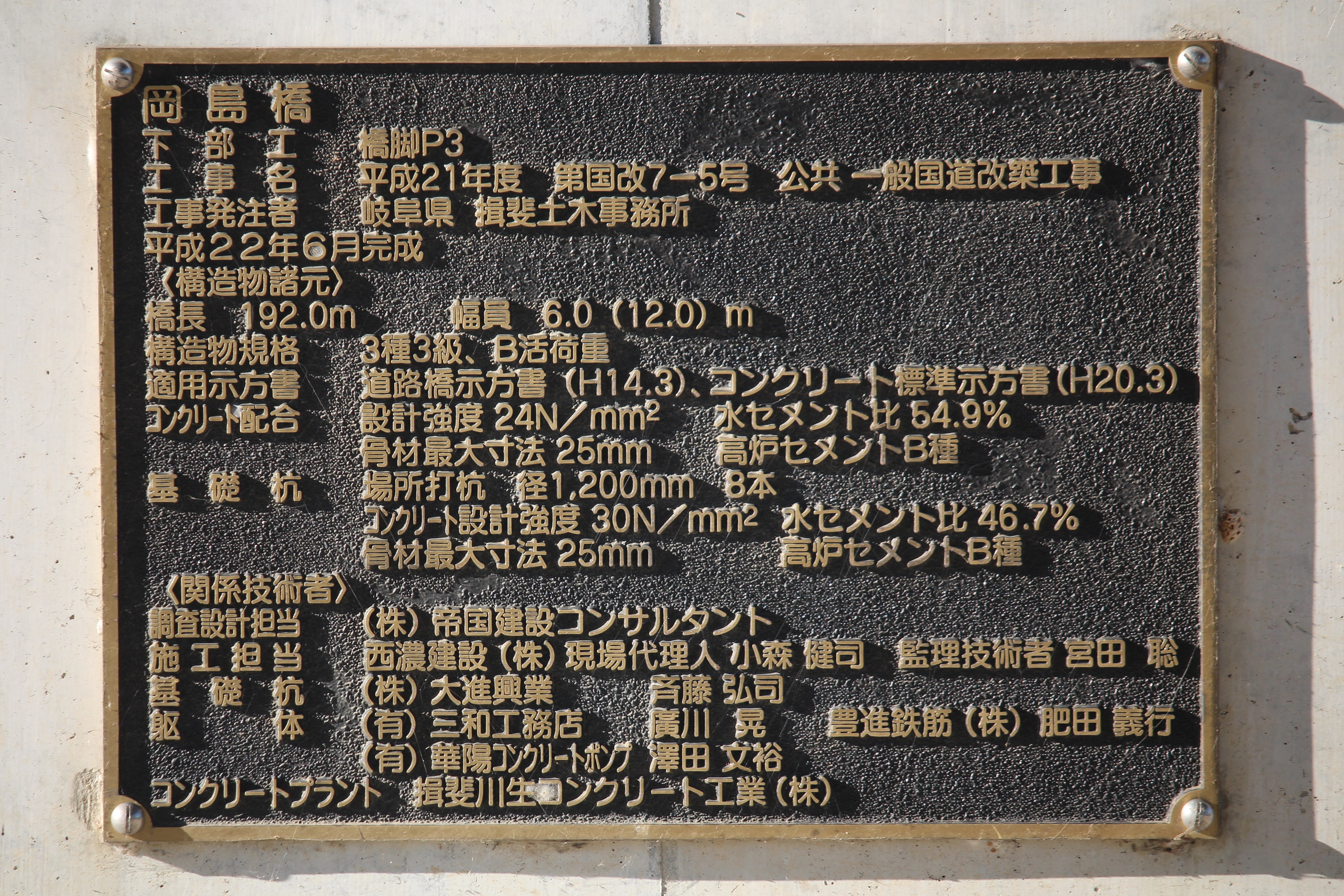
岡島橋の銘板

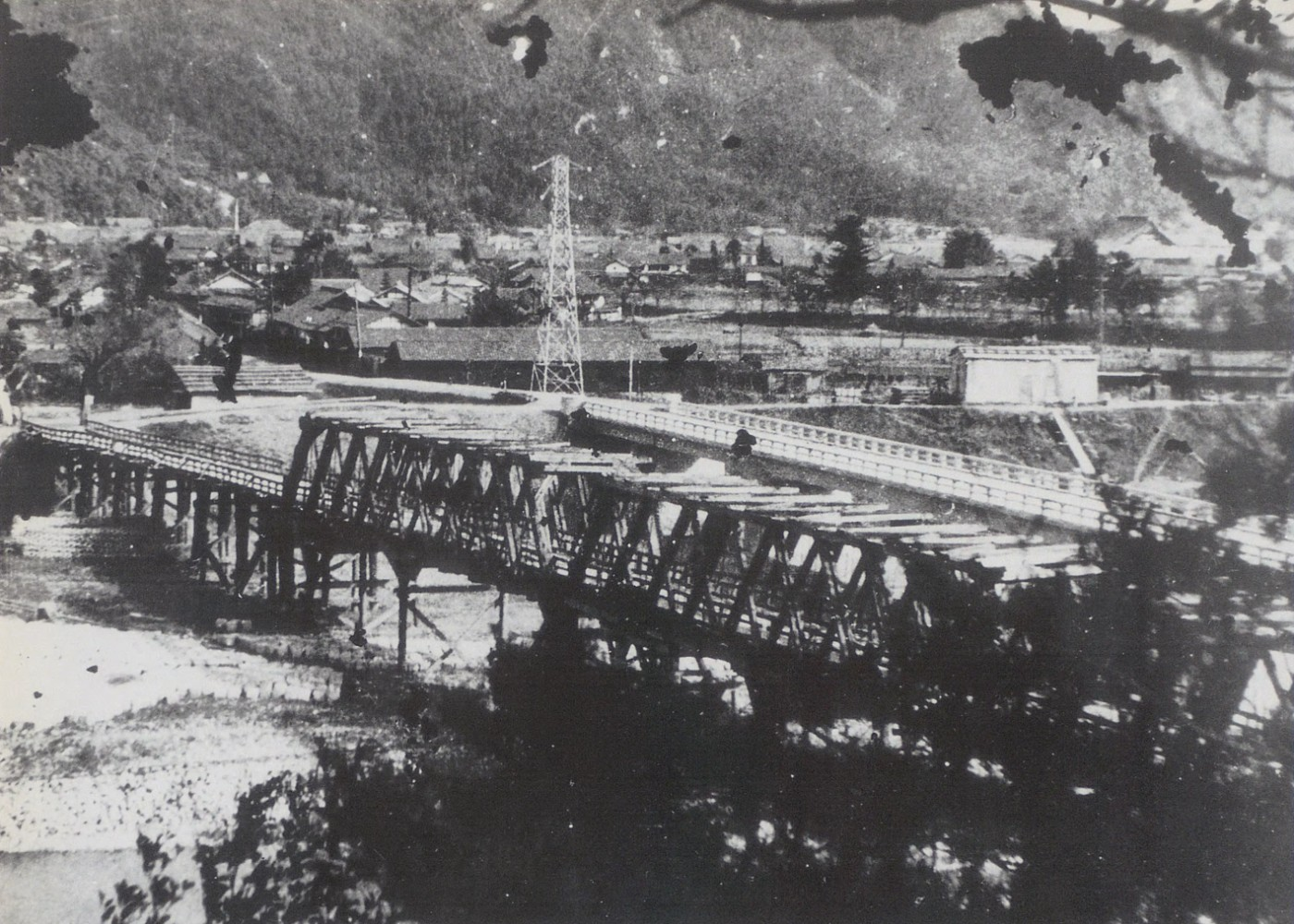
2代目と3代目の岡島橋（1941年）。左側が2代目、右側が3代目

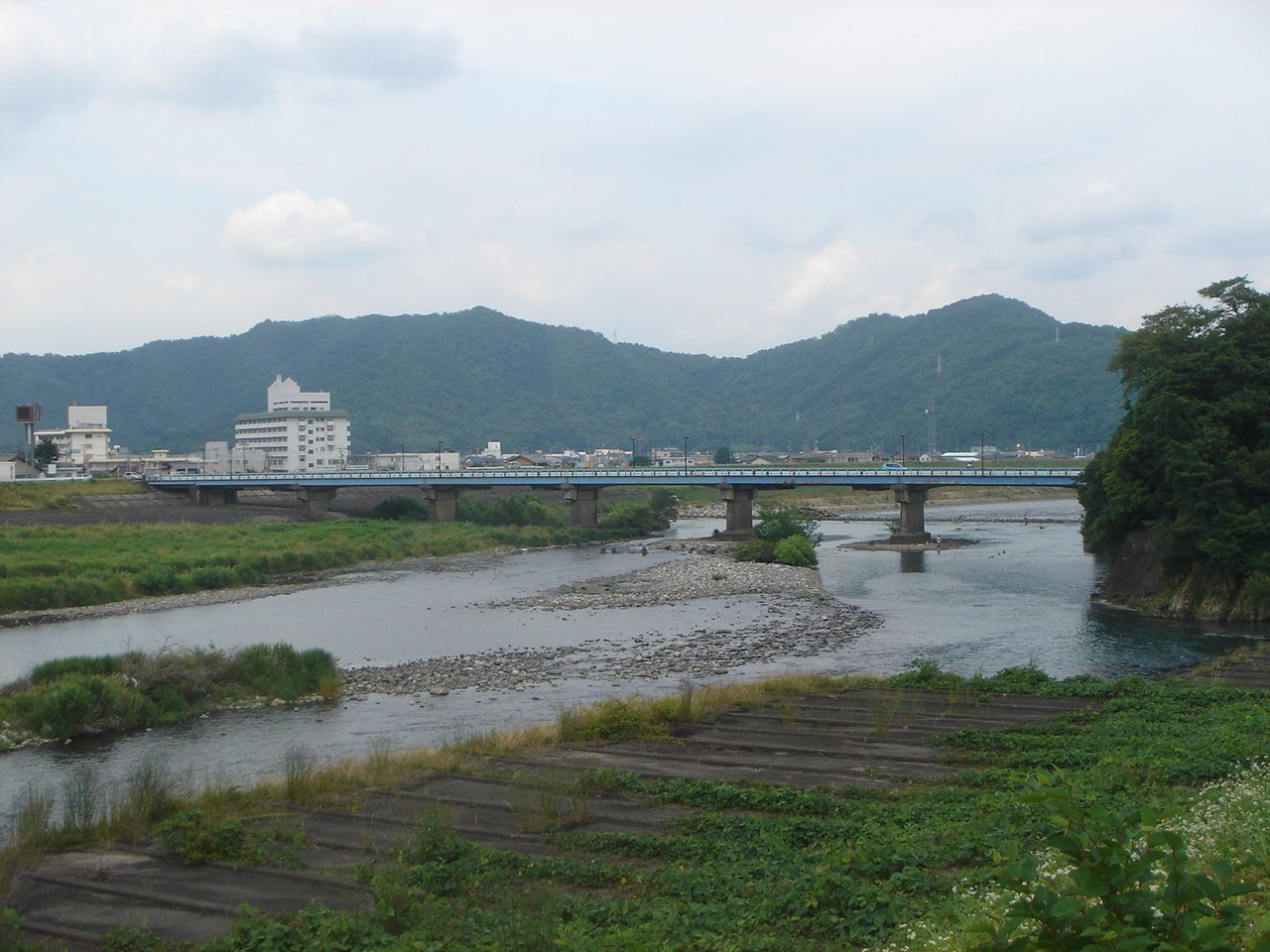
3代目の旧岡島橋。揖斐川右岸上流より撮影（2007年6月当時）

- 区間：揖斐郡揖斐川町下岡島 - 同町三輪地内
- 延長：192.0m（570m：前後の取付道路を含む）
- 幅員：総幅員12.8m - 15.8m（車道3.0m+路肩0.5m×2、両側に2.0m幅の歩道）
- 支間割：54.1+63.0+48.0+25.1m
- 橋種：B活荷重
- 鋼重：706t
- 鋼種：耐候性鋼SMA490W
- 床版：RC床版
- 架設工法：トラッククレーン+ベント工法
- 上部工：4径間連続非合成箱桁橋
- 下部工：逆T式橋台・壁式橋脚
- 基礎：直接基礎・場所打ち杭基礎
- 全体事業費：31億円
- 計画交通量：11,000台/日
- 事業経緯
  - 2007年（平成19年）度：事業着手
  - 2008年（平成20年）度：用地買収着手
  - 2009年（平成21年）度：工事着手
  - 2012年（平成24年）8月22日：供用開始

## 旧橋の諸元

### 榮久橋
- 橋梁形式：木橋（有料）
- 延長：94間（約170.9m）
- 幅員：2間（＝12尺：約3.64m）
- 経費：3,600円
- 供用：1885年（明治18年）[注釈 1]

### 初代
- 橋梁形式：木橋
- 延長：94間（約170.9m）[注釈 2]
- 幅員：2間（約3.64m）
- 経費：11,149円
- 供用：1903年（明治36年）

### 2代目
- 橋梁形式：木造ハウトラス及び木桁板橋[6]
- 延長：96.67間（約175.8m）[注釈 3]
- 幅員：2間（約3.64m）
- 経費：23,473円
- 供用：1913年（大正2年）7月[注釈 4]

### 3代目
- 橋梁形式：鉄筋コンクリート突桁橋
- 延長：191m[注釈 5]
- 幅員：5.5m（総幅員9.46m）
- 経費：135,000円[注釈 5]
- 供用
  - 1941年（昭和16年） - 車道
  - 1967年（昭和42年） - 歩道

## 歴史
明治の初め頃まで、揖斐川上流部には橋が架かっておらず、現在の岡島橋付近は「上岡島の渡し」「三輪の渡し」と呼ばれる渡し船で右岸と左岸が結ばれていたが、1885年（明治18年）の揖斐街道改修に伴い、官許を得た有志者によって榮久橋（栄久橋）という賃取橋が架設された。
1894年（明治27年）に権利者の都合による橋の売却話が持ち上がると、買収者による橋賃（通行料）の増額を恐れた地元有志者が資金4180円を募集して「揖斐榮久橋合資会社」を組織し、同年7月に榮久橋の所有権を取得した。しかし、翌1895年（明治28年）の出水で橋の半分が流出し、次いで1896年（明治29年）に橋の全部が流出したため、揖斐榮久橋合資会社は仮橋を設計して出願したところ、民法実施により商事会社は営利を目的とするとの理由で、民事社団に組織変更して出願するよう指示を受けて却下された。
そのため、合資会社を解散して民事社団を組織するよう計画したところ、1899年（明治32年）4月に郡令第5号「道路費支弁規則」が発布され、その第2条で橋梁も道路の一部として郡の主担とされ、公費による建設が可能となった。そこで同年5月に合資会社社長・松井彦兵衞は「岡島橋架設願」を提出し、本橋が郡主担に採用された際は如何なる場合でも他の営業者に譲渡しない事、1年以内に仮橋、5年以内に本橋を架設する事、郡主担である以上は無賃で渡橋とする事、天災等により橋が流出・毀損して仮渡船となっても3ヶ月を超えずに仮橋が架設される事を条件に、合資会社が架設した仮橋の足場及び本橋橋台等を全て差し出すので、速やかに郡主担で本橋の架設を行うように請願した。
その結果、1903年（明治36年）に郡費による岡島橋（初代）が竣工したが、1912年（大正元年）9月の暴風雨で流出した。1913年（大正2年）7月には木造トラス・木桁板橋の岡島橋（2代目）に架け替えられたが、交通量の増加に伴って橋の傷みが著しく進行し、橋脚は掘立橋脚、橋桁は添桁で補強工事を施して使用していた。また修繕に伴う交通禁止が余儀なくされていたため、1935年（昭和10年）に当時の揖斐町長・安田賢三が岡島橋の架け替えを陳情した。
その後、揖斐川上流改修工事の進捗に伴い、その附帯工事として岡島橋を架け替える必要が生じたのを機に架橋計画を行い、1938年（昭和13年）10月に起工、満3年後の1941年（昭和16年）に竣功した。
なお、1937年（昭和12年）3月発行の雑誌『土木工学』によると、長良川筋の忠節橋と合渡橋、揖斐川筋の岡島橋の3大橋は昭和12年度から4ヶ年計画で施工架設されることに決定し、岡島橋の見積延長幅員は、工費15万円、延長212 m、幅員5.5 mとされていた。1940年（昭和15年）12月9日の『岐阜県会速記録』によると、橋梁架替を行っている忠節橋、岡島橋、合渡橋の工事が遅れている旨が記録されており、岡島橋は下部工事は即に竣工しているが、中部工事に対しては鉄材の入手が遅れていると記されている。
こうして1941年（昭和16年）に、鉄筋コンクリート製の岡島橋（3代目）が供用開始されたが、この橋も老朽化が進んで補修を繰り返すようになり、幅員が狭く大型車の交互通行に伴う渋滞も発生していたため、2007年（平成19年）度から道路改築事業（社会資本整備総合交付金）で約20m上流に新しい橋を架設し、併せて前後の取付道路の整備も行い、2012年（平成24年）8月22日に岡島橋（4代目）が供用開始された。

## 沿革
- 1885年（明治18年） - 榮久橋が開通（有料）[8]。
- 1894年（明治27年）7月 - 揖斐榮久橋合資会社が所有権を取得[9]。
- 1895年（明治28年） - 出水で橋の半分が流出[8]。
- 1896年（明治29年） - 出水で橋の全てが流出[8]。
- 1903年（明治36年） - 郡費で岡島橋（初代）が開通[10]。通行料が無料となる。
- 1912年（大正元年）9月 - 暴風雨で岡島橋（初代）が流出[11]。
- 1913年（大正2年）7月 - 岡島橋（2代目）が開通。木造ハウトラス及び木桁板橋[6]。
- 1941年（昭和16年） - 岡島橋（3代目）が開通。鉄筋コンクリート製[注釈 6]。
- 1959年（昭和34年） - 台風第7号及び伊勢湾台風（台風第15号）で岡島橋付近の堤防・護岸が被災したため復旧工事を実施（1960年（昭和35年）11月末まで）[13]。
- 1991年（平成3年） - 落橋防止工事実施。
- 1996年（平成8年） - 橋梁補強工事実施。
- 2012年（平成24年）8月 - 岡島橋（4代目）開通。

## 隣の橋
（下流）  神戸大橋（ごうどおおはし） - 平野庄橋 - 三町大橋 - 岡島橋（国道417号）  - 前島橋（岡島頭首工） - 井ノ口橋  （上流）